# Prolabeops
Prolabeops is een geslacht van straalvinnige vissen uit de familie van Cyprinidae (Eigenlijke karpers).

## Soorten
- Prolabeops melanhypopterus (Pellegrin, 1928)
- Prolabeops nyongensis Daget, 1984